# سفينة مبردة

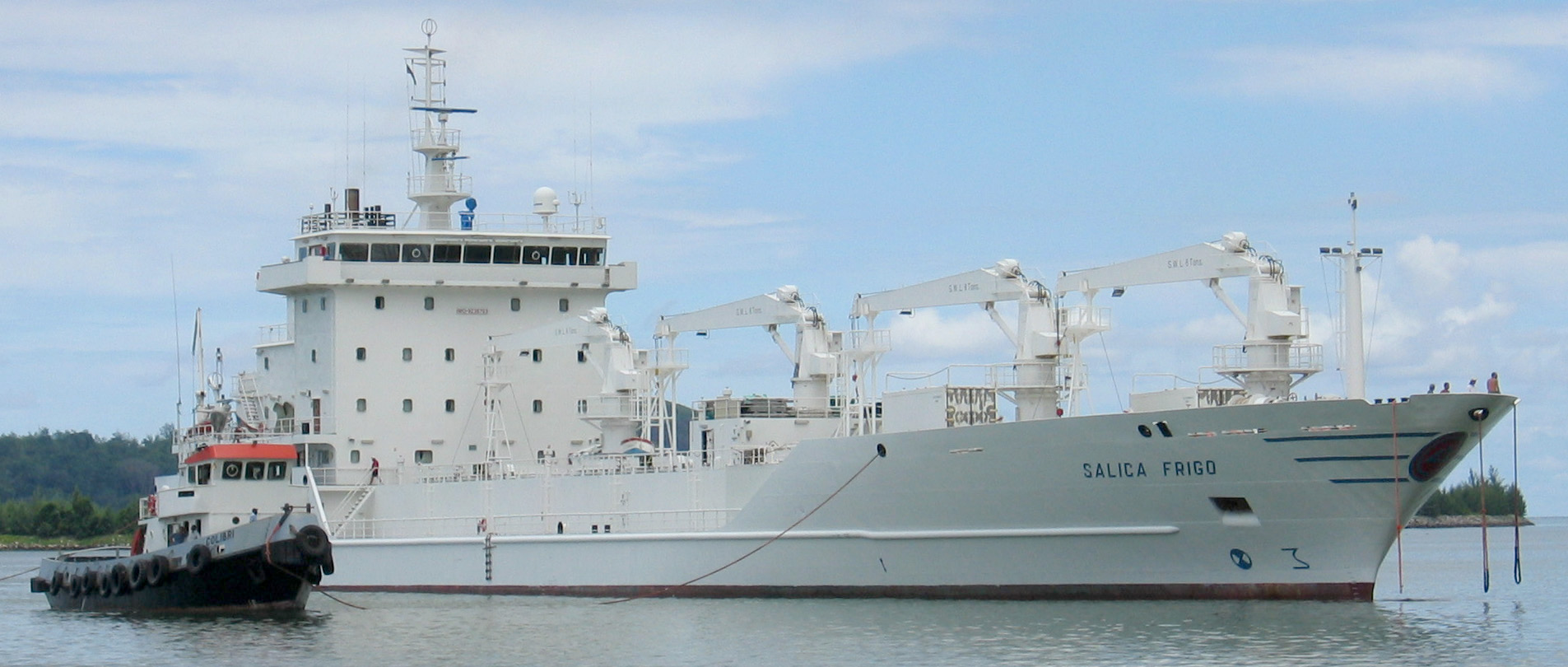

السفينة المبردة هي سفينة بضائع مبردة، تُستخدم عادة لنقل السلع القابلة لتلف التي تتطلب وسائل نقل يتم التحكم بدرجة حرارتها مثل الفاكهة، اللحم، السمك، الخضروات، منتجات الألبان وغيرها من الأطعمة.

## أنواع المبردات
يمكن تصنيف سفن التبريد إلى ثلاثة أنواع:
1. المراكب ذات الأبواب الجانبية التي تحتوي على موانئ مائية ضيقة على هيكل السفينة ويتم فتحها في عنبر الشحن. تعمل المصاعد أوالمنحدرات المؤدية من رصيف الميناء كوسيلة تحميل وتفريغ للرافعات الشوكية أو الناقلات. داخل موانئ الدخول هذه أوالأبواب الجانبية يتم استخدام ألواح التحميل أو سلسلة الناقلات لرفع الحمولة إلى الطوابق الخاصة بها. وهذا التصميم الخاص يجعل المراكب تتلائم جدا مع ظروف الطقس القاسية حيث يتم إغلاق قمم عنابر الشحن دائمًا لتجنب الأمطار والشمس.
2. المراكب التقليدية تكون عملية الشحن بها تقليدية، ولكنها مزودة بفتحات دخول علوية ورافعات على هذه السفن، وعندما تواجه الطقس الرطب يجب إغلاق الفتحات لمنع الأمطار الغزيرة من إغراق العنابر.  كلا النوعين من السفن المذكورة أعلاه يتلائمان لمعالجة البضائع المنقولة والمفككة.
3. سفن الحاويات المبردة التي تم تصميمها خصيصًا لنقل حمولات الحاويات حيث تحتوى كل حاوية على وحدة تبريد فردية، وهذه الحاويات عبارة عن وحدات تعادل 24 قدم تقريبًا (غالبا ما يسمى تى إى يو) التي هي حجم حاويات الشحن «القياسية» التي يتم تحميلها وتفريغها في محطات الحاويات وعلى متن سفن الحاويات. وتختلف هذه السفن عن سفن الحاويات التقليدية في تصميمها وتوليد الطاقة بها ومعدات التوزيع الكهربائية ويحتاجون إلى مؤن مصنعة من أجل تشغيل نظام تبريد كل حاوية. وبسبب سهولة تحميل وتفريغ البضائع، يتم الآن بناء أو إعادة تصميم العديد من سفن الحاويات لنقل الحاويات المبردة.

وقد كان الاستخدام الرئيسى للسفن ذات العنابر المبردة هو نقل الموز والفاكهة من قبل شركات مثل «شركة الفواكة المتحدة» ونقل اللحوم المجمدة، وقد تم استبدال معظم هذه السفن جزئيًا بالحاويات المبردة التي لديها نظام تبريد متصل بالنهاية الخلفية للحاوية. عندما تكون هذة الحاويات على متن السفينة  يتم توصيلها بمنفذ كهربائي (عادة 440 VAC) يربط توليد الطاقة في السفينة. وسفن الحاويات المبردة يمكنها حمل عدد غير محدود من حاويات التبريد، بخلاف سفن الحاويات الأخرى التي قد تكون محدودة في عدد منافذ التبريد الخاصة بها أوالتى ليس لديها قدرة كهربائية كافية. وكل وحدة حاوية مبردة مصممة عادة بدائرة كهربائية قائمة بذاتها ولها مفتاح قاطع خاص بها يسمح بتوصيلها وفصلها حسب الحاجة؛ وبالتالي يمكن إصلاح كل وحدة فردية دون تعطيل حركة السفينة.
البضائع المبردة هي جزء أساسي من دخل بعض شركات الشحن.
وبالنسبة للسفن متعددة الأغراض يتم حمل الحاويات المبردة في الغالب فوق سطح السفينة، حيث يتعين فحصها للتأكد من أنها تعمل بشكل سليم. وقد يفشل جزء كبير من نظام التبريد (مثل الضاغط) والذي يجب استبداله أو فصله بسرعة في حالة نشوب حريق.
تقوم سفن الحاويات الحديثة بوضع الحاويات المبردة في ممرات جانبية خاصة لتمكن الحاويات المبردة من حملها في العنابر وكذلك على سطح السفينة. وقد تم تصميم أوعية الحويات المبردة الحديثة لدمج نظام تبريد المياة للحاويات المخبأة تحت سطح السفينة، وهذا لا يحل محل نظام التبريد ولكنه يسهل تبريد الماكينة الخارجية.
الحاويات التي يتم تخزينها على السطح العلوى المكشوف يتم تبريدها بالهواء، بينما يتم تبريد تلك الموجودة تحت سطح السفينة بالمياه؛ ويسمح تصميم التبريد بالماء بالقدرة على حمل حاويات تبريد تحت سطح السفينة حيث يمكن تبديد كمية الحرارة العالية التي تولدها، ويجذب هذا النظام المياة العذبة من إمدادات المياة في السفينة والتي بدورها تنقل الحرارة من خلال المبادلات الحرارية إلى مياة البحر المتوفرة بكثرة.
هناك أيضًا أنظمة تبريد تحتوي على ضواغط لعمليات دقيقة جدا ودرجة حرارة منخفضة مثل نقل حاوية من الدم إلى منطقة حرب. تعتبر شاحنات الجمبرى ونبات الهليون والكافيار من بين أغلى المواد المبردة.